# Bagger 293
A Bagger 293, anteriormente conhecida como MAN TAKRAF RB293, é uma escavadeira de cesto gigante feita pela companhia industrial alemã TAKRAF antiga empresa da Alemanha Oriental Combinat.
Ela possuí alguns recordes para veículos terrestres no Guinness World Records. A Bagger 293 foi construída em 1995, uma de um grupo de similares escavadeiras como as anteriores Bagger 281 (1958), Bagger 285 (1975), Bagger 287 (1976), Bagger 288 (1978) e Bagger 291 (1993).
Ela é usada para extração de carvão de Lignito em uma mina próxima de Niederzier, Alemanha. Ela é chamada de Bagger 293 pelo seu atual proprietário a RWE companhia energética. Ela é chamada de RB293 pelo seu antigo proprietário, a companhia de carvão de Lignito Rheinbraun. A fabricante TAKRAF geralmente se refere a ela como uma escavadora do tipo SRs 8000.

## Estatísticas
A Bagger 293 tem altura de 96 m (315 ft) (Mais alto veículo terrestre segundo o Guinness Book, recorde compartilhado com a Bagger 288), tem 225 m (738 ft) de comprimento (a mesma que a da Bagger 287), tem peso de 14 200 t (31 300 000 lb), e requer cinco operadores para realizar o trabalho de extração, ela é alimentada por uma fonte de energia externa de 16 560 kW (22 200 hp). A roda de extração com 18 cestos possui diâmetro de 21,3 m (69,9 ft), cada um dos cestos pode extrair cerca de 15 m³ (530 ft³) de material.
Por dia a Bagger 293 pode extrair cerca de 240 000 m³ (8 480 000 ft³), mesma quantidade que a Bagger 288.